# Puchar Włoch w rugby union mężczyzn (2022/2023)
Puchar Włoch w rugby union mężczyzn (2022/2023) – trzydziesta piąta edycja Pucharu Włoch mężczyzn w rugby union. Zarządzane przez Federazione Italiana Rugby zawody odbywały się w dniach 17 września 2022 – 8 kwietnia 2023 roku.
W swoich grupach zwyciężyły zespoły Petrarca i Valorugby. Na arenę finałowego pojedynku związek wyznaczył Payanini Center w Weronie, a na jego arbitra został po raz pierwszy w karierze wytypowany Federico Vedovelli. Tytuł sprzed roku obronili zawodnicy Petrarca Rugby.

## System rozgrywek
Do zawodów przystąpiło wszystkie dziesięć klubów najwyższej klasy rozgrywkowej, które zostały podzielone na dwie pięciozespołowe grupy. Rozgrywki były prowadzone w pierwszej fazie systemem kołowym, a do drugiej fazy rozgrywek awansowali zwycięzcy grup, którzy na neutralnym stadionie rozegrali mecz o puchar kraju.
Harmonogram spotkań został opublikowany na początku sierpnia 2022 roku.

## Faza grupowa

### Grupa A
| 17 września 202216:00 | Calvisano | 40:6(14:6) | Mogliano | Stadio San Michele, Calvisano Sędzia: Federico Vedovelli |
| 17 września 202216:00 |           | 40:6(14:6) |          | Stadio San Michele, Calvisano Sędzia: Federico Vedovelli |

| 18 września 202216:00 | Colorno | 52:13(21:10) | CUS Torino | Stadio Gino Maini, Colorno Widzów: 700 Sędzia: Gianluca Gnecchi |
| 18 września 202216:00 |         | 52:13(21:10) |            | Stadio Gino Maini, Colorno Widzów: 700 Sędzia: Gianluca Gnecchi |

| 24 września 202214:30 | CUS Torino | 0:56(0:14) | Petrarca | Campo Angelo Albonico, Grugliasco Widzów: 500 Sędzia: Riccardo Angelucci |
| 24 września 202214:30 |            | 0:56(0:14) |          | Campo Angelo Albonico, Grugliasco Widzów: 500 Sędzia: Riccardo Angelucci |

| 24 września 202215:30 | Mogliano | 7:62(0:20) | Colorno | Stadio Maurizio Quaggia, Mogliano Veneto Widzów: 400 Sędzia: Dario Merli |
| 24 września 202215:30 |          | 7:62(0:20) |         | Stadio Maurizio Quaggia, Mogliano Veneto Widzów: 400 Sędzia: Dario Merli |

| 4 lutego 202315:00 | Petrarca | 25:11(10:3) | Calvisano | Centro Sportivo Memo Geremia, Padwa Sędzia: Clara Munarini |
| 4 lutego 202315:00 |          | 25:11(10:3) |           | Centro Sportivo Memo Geremia, Padwa Sędzia: Clara Munarini |

| 4 lutego 202315:00 | Mogliano | 32:15(22:3) | CUS Torino | Stadio Maurizio Quaggia, Mogliano Veneto Widzów: 300 Sędzia: Daniele Pompa |
| 4 lutego 202315:00 |          | 32:15(22:3) |            | Stadio Maurizio Quaggia, Mogliano Veneto Widzów: 300 Sędzia: Daniele Pompa |

| 11 lutego 202314:00 | Colorno | 6:32(6:22) | Petrarca | Stadio Gino Maini, Colorno Widzów: 1800 Sędzia: Riccardo Angelucci |
| 11 lutego 202314:00 |         | 6:32(6:22) |          | Stadio Gino Maini, Colorno Widzów: 1800 Sędzia: Riccardo Angelucci |

| 11 lutego 202315:00 | CUS Torino | 24:44(12:14) | Calvisano | Campo Angelo Albonico, Grugliasco Widzów: 300 Sędzia: Francesco Meschini |
| 11 lutego 202315:00 |            | 24:44(12:14) |           | Campo Angelo Albonico, Grugliasco Widzów: 300 Sędzia: Francesco Meschini |

| 24 lutego 202319:30 | Calvisano | 36:17(14:7) | Colorno | Stadio San Michele, Calvisano Sędzia: Dario Merli |
| 24 lutego 202319:30 |           | 36:17(14:7) |         | Stadio San Michele, Calvisano Sędzia: Dario Merli |

| 25 lutego 202313:00 | Petrarca | 50:17(24:17) | Mogliano | Centro Sportivo Memo Geremia, Padwa Widzów: 350 Sędzia: Dante D'Elia |
| 25 lutego 202313:00 |          | 50:17(24:17) |          | Centro Sportivo Memo Geremia, Padwa Widzów: 350 Sędzia: Dante D'Elia |

### Grupa B
| 17 września 202216:00 | Lyons | 17:28(10:18) | Rovigo | Stadio comunale Walter Beltrametti, Piacenza Sędzia: Clara Munarini |
| 17 września 202216:00 |       | 17:28(10:18) |        | Stadio comunale Walter Beltrametti, Piacenza Sędzia: Clara Munarini |

| 17 września 202216:00 | Fiamme Oro | 14:24(7:3) | Valorugby Emilia | Campo da rugby "Nelson Mandela", San Benedetto del Tronto Sędzia: Riccardo Angelucci |
| 17 września 202216:00 |            | 14:24(7:3) |                  | Campo da rugby "Nelson Mandela", San Benedetto del Tronto Sędzia: Riccardo Angelucci |

| 24 września 202215:30 | Valorugby Emilia | 32:16(13:9) | Lyons | Stadio Mirabello, Reggio nell’Emilia Widzów: 700 Sędzia: Filippo Russo |
| 24 września 202215:30 |                  | 32:16(13:9) |       | Stadio Mirabello, Reggio nell’Emilia Widzów: 700 Sędzia: Filippo Russo |

| 24 września 202216:00 | Rovigo | 30:26(17:7) | Viadana | Stadio Mario Battaglini, Rovigo Widzów: 800 Sędzia: Franco Rosella |
| 24 września 202216:00 |        | 30:26(17:7) |         | Stadio Mario Battaglini, Rovigo Widzów: 800 Sędzia: Franco Rosella |

| 4 lutego 202315:00 | Viadana | 38:21(26:18) | Fiamme Oro | Stadio Luigi Zaffanella, Viadana Widzów: 400 Sędzia: Riccardo Angelucci |
| 4 lutego 202315:00 |         | 38:21(26:18) |            | Stadio Luigi Zaffanella, Viadana Widzów: 400 Sędzia: Riccardo Angelucci |

| 4 lutego 202315:00 | Valorugby Emilia | 25:20(14:10) | Rovigo | Stadio Mirabello, Reggio nell’Emilia Widzów: 550 Sędzia: Alex Frasson |
| 4 lutego 202315:00 |                  | 25:20(14:10) |        | Stadio Mirabello, Reggio nell’Emilia Widzów: 550 Sędzia: Alex Frasson |

| 11 lutego 202315:00 | Lyons | 10:32(3:18) | Viadana | Stadio comunale Walter Beltrametti, Piacenza Widzów: 600 Sędzia: Dario Merli |
| 11 lutego 202315:00 |       | 10:32(3:18) |         | Stadio comunale Walter Beltrametti, Piacenza Widzów: 600 Sędzia: Dario Merli |

| 11 lutego 202315:00 | Rovigo | 31:14(17:14) | Fiamme Oro | Stadio Mario Battaglini, Rovigo Widzów: 600 Sędzia: Federico Boraso |
| 11 lutego 202315:00 |        | 31:14(17:14) |            | Stadio Mario Battaglini, Rovigo Widzów: 600 Sędzia: Federico Boraso |

| 25 lutego 202312:00 | Fiamme Oro | 54:10(19:10) | Lyons | Caserma S. Gelsomini, Rzym Sędzia: Alberto Favaro |
| 25 lutego 202312:00 |            | 54:10(19:10) |       | Caserma S. Gelsomini, Rzym Sędzia: Alberto Favaro |

| 25 lutego 202313:00 | Viadana | 21:28(21:14) | Valorugby Emilia | Stadio Luigi Zaffanella, Viadana Widzów: 1100 Sędzia: Franco Rosella |
| 25 lutego 202313:00 |         | 21:28(21:14) |                  | Stadio Luigi Zaffanella, Viadana Widzów: 1100 Sędzia: Franco Rosella |

## Finał
| 8 kwietnia 202315:00 | Petrarca | 51:42(20:21) | Valorugby Emilia | Payanini Center, Werona Widzów: 1200 Sędzia: Federico Vedovelli |
| 8 kwietnia 202315:00 |          | 51:42(20:21) |                  | Payanini Center, Werona Widzów: 1200 Sędzia: Federico Vedovelli |